# Edmund Castell
Edmund Castell (Tadlow, 1606 – Bedfordshire, 1686) è stato un orientalista britannico.

## Biografia
All'età di quindici anni entrò all'Emmanuel College di Cambridge dove conseguì il BA fra il 1624 e il 1625, e  l'MA nel 1628.
Nel 1666 fu nominato Sir Thomas Adams Professor of Arabic. Nel 1671, si trasferì al St John's, la cui fornita biblioteca fu essenziale per completare la sua opera più fondamentale, il Lexicon Heptaglotton Hebraicum, Chaldaicum, Syriacum, Samaritanum, Aethiopicum, Arabicum, et Persicum (lexicon in sette lingue: ebraico, caldeo, siriaco, samaritano, etiopico, arabo e persiano). Secondo il suo racconto, la stesura dell'opera, iniziata nel 1669, richiese diciotto anni di impegno quotidiano, variabile dalle sedici alle diciotto ore al giorno. Nel progetto, coinvolse quattordici assistenti e investì la fortuna di 12.000 sterline dell'epoca, cadendo in rovina economica poiché le vendite non riuscivano coprire i costi dell'opera.
Nel 1667, fu arrestato per debiti, responsabile in solido col fratello. Tuttavia, un volume di poesie dedicato al sovrano gli procurò la clemenza della corona e la nomina a prebendario della Cattedrale di Canterbury, in aggiunta alla reintegrazione nella cattedra di arabistica all'Cambridge. Prima di cimentarsi nell'avventura del Lexicon Heptaglotton, Castell aveva collaborato col vescovo Brian Walton nella stesura dell'edizione critica della Bibbia poliglotta.
Castell si psense a Higham Gobion, nel Bedfordshire, dove era rettore, che fu anche il luogo nel quale fu tumulato. Lasciò in eredità i suoi manoscritti all'Università di Cambridge.